# Colibrí de Burmeister
El colibrí de Burmeister (Microstilbon burmeisteri) és una espècie d'ocell de la subfamília dels troquilins (Trochilinae) dins la família dels troquílids (Trochilidae) i única espècie del gènere Microstilbon (Todd, 1913).
Viu a vessants de turons cuberts d'arbusts, barrancs amb matolls i zones de bosc caducifoli, al costat oriental dels Andes, des del centre de Bolívia fins al nord de l'Argentina.